# Либерално-демократска партија (Северна Македонија)
Либерално-демократска партија (македонски: Либерално-демократска партија, скраћено ЛДП) је парламентарна политичка партија у Северној Македонији, настала је 1997. спајањем Либералне партије и Демократске партије.
Самостално је учествовала на изборима 1998, после тога је наступала у коалицији на челу са СДСМ-ом 2002, 2006, 2008, опет наступа самостално на изборима 2011, а после тога опет наступа у коалицији на челу са СДСМ-ом 2014. и 2016.

## Председници странке
Први председник партије је био Петар Гошев (1997—1999), други Ристо Пенов (од 1999), Јован Манасиевски (од 2007), Андреј Жерновски (од 2007) и Горан Милевски (од 2015).